# All Saints Church (Mapperton)

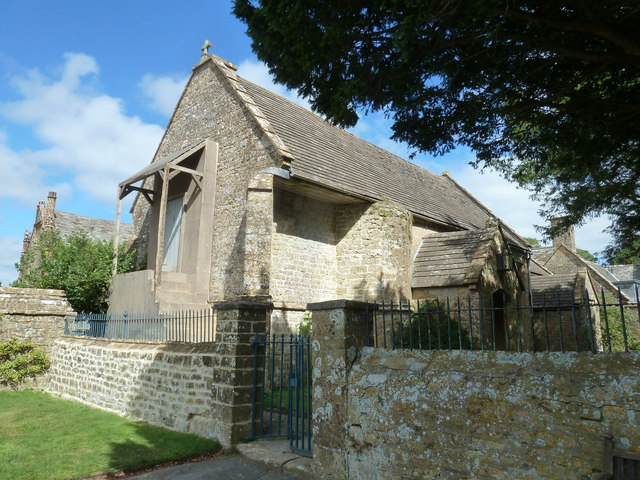
Ansicht von Südwest; das halbrunde Mauerwerk zeichnet das Treppenhaus zum ehemaligen Turm nach.

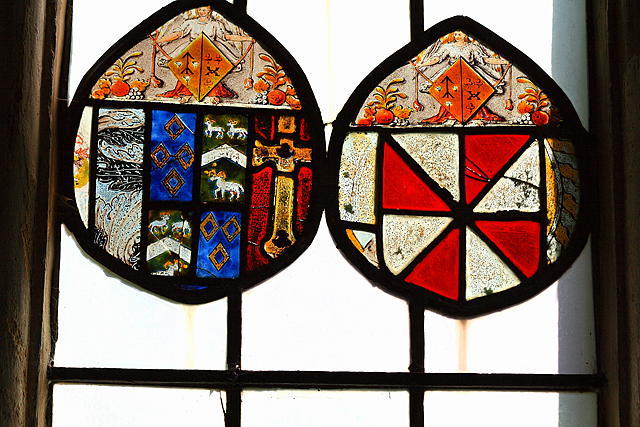
Wappendarstellung, 16. Jahrhundert

Die All Saints Church (Allerheiligenkirche) ist ein Kirchengebäude in der Landgemeinde Mapperton in Dorset, England. Sie steht als Listed Building der höchsten Kategorie I unter Denkmalschutz.
Der Bau der Kirche geht auf das 12. Jahrhundert zurück, urkundlich erstmals erwähnt wurde sie 1291 als zu Netherbury gehörende Kapelle. Als Baumaterial fand Ham Stone Verwendung, ein jurassischer Kalkstein, der einzig am Ham Hill westlich von Yeovil in Somerset abgebaut wird. Im 15. Jahrhundert wurde sie um einen kurzen Turm an der Westseite erweitert, 1704 wurde das Kirchenschiff neu errichtet. Im Rahmen einer umfangreichen Sanierung 1846 erhielt der südliche Zugang einen kleinen Vorbau. In der ersten Hälfte des 20. Jahrhunderts wurde der Turm vollständig umgebaut: die um 1770 hinzugefügte und mit Fialen versehene Brüstung wurde entfernt und der Rest soweit abgetragen, dass das Dach der Kirche einheitlich verlängert werden konnte. Äußerlich ist der ehemalige Turm nicht mehr erkennbar, in seinem Innenraum befindet sich heute der Altar.
In die sechs Fenster des Kirchenschiffs sind runde und eckige Abbildungen von Personen und Wappen eingelassen, sie stammen aus dem 16. und 17. Jahrhundert. Der Chor, der das östlichste Drittel des Kirchengebäudes umfasst, grenzt unmittelbar an das Herrenhaus Mapperton House an und hat dorthin auch einen direkten Zugang. Sein Mauerwerk aus dem 12. Jahrhundert ist der älteste noch erhaltene Teil des Gesamtkomplexes, das Taufbecken stammt ebenfalls aus dieser Zeit.
Die Kirche war bis 1971, als die Kirchengemeinde von Mapperton mit der von Melplash zusammengefasst wurde, Pfarrkirche. 1977 wurde sie an den Eigentümer des Herrenhauses verkauft, der sie als Privatkapelle nutzt. Im Sommer und bei besonderen Veranstaltung finden öffentliche Gottesdienste statt, außerdem kann sie für Trauzeremonien angemietet werden. Während der Öffnungszeiten der angrenzenden Gartenanlagen ist auch die Kirche für die Öffentlichkeit zugänglich.